# 阿歷山大·拉杜沙積域
阿歷山大·拉杜沙積域（英語：Aleksander Radosavljevič，1979年4月25日—），是一名斯洛文尼亞足球运动员，司职中場，目前效力俄超球队湯姆斯基。

## 連結
- Player profile[永久]
- Player profile （页面存档备份，存于）
- Career details （页面存档备份，存于）